# Meridiano 27 E
O meridiano 27 E é um meridiano que, partindo do Polo Norte, atravessa o Oceano Ártico, Europa, Mar Mediterrâneo, África, Oceano Índico, Oceano Antártico, Antártida e chega ao Polo Sul. Forma um círculo máximo com o Meridiano 153 W. Ao nível da Linha do Equador dista 3006 km do Meridiano de Greenwich
.
Começando no Polo Norte, o meridiano 27 Este tem os seguintes cruzamentos:
| País, território ou mar        | Notas                                        |
| ------------------------------ | -------------------------------------------- |
| Oceano Ártico                  |                                              |
| Noruega                        | Ilhas Nordaustlandet e Svenskøya, Svalbard   |
| Oceano Ártico                  | Mar de Barents                               |
| Noruega                        |                                              |
| Finlândia                      |                                              |
| Mar Báltico                    | Golfo da Finlândia                           |
| Rússia                         | Ilha de Hogland                              |
| Mar Báltico                    | Golfo da Finlândia                           |
| Estónia                        |                                              |
| Letônia                        |                                              |
| Lituânia                       |                                              |
| Bielorrússia                   |                                              |
| Ucrânia                        |                                              |
| Moldávia                       |                                              |
| Roménia                        |                                              |
| Bulgária                       |                                              |
| Turquia                        |                                              |
| Mar Mediterrâneo               | Mar Egeu                                     |
| Grécia                         | Ilha Samos                                   |
| Mar Mediterrâneo               | Mar Egeu                                     |
| Grécia                         | Ilha Agathonisi                              |
| Mar Mediterrâneo               | Mar Egeu                                     |
| Grécia                         | Ilha Calímnos                                |
| Mar Mediterrâneo               | Mar Egeu                                     |
| Grécia                         | Ilha Cós                                     |
| Mar Mediterrâneo               | Mar Egeu                                     |
| Grécia                         | Ilha Kasos                                   |
| Mar Mediterrâneo               | Mar Egeu                                     |
| Grécia                         | Ilha de Creta                                |
| Mar Mediterrâneo               |                                              |
| Egito                          |                                              |
| Sudão                          |                                              |
| Sudão do Sul                   |                                              |
| República Centro-Africana      |                                              |
| República Democrática do Congo |                                              |
| Zâmbia                         |                                              |
| Zimbabwe                       |                                              |
| Botswana                       |                                              |
| África do Sul                  |                                              |
| Oceano Índico                  |                                              |
| Oceano Antártico               |                                              |
| Antártida                      | Terra da Rainha Maud, reclamada pela Noruega |